# Cabezuela
Cabezuela es un municipio y localidad española de la provincia de Segovia, en la comunidad autónoma de Castilla y León. Pertenece al partido judicial de Sepúlveda y está situado a 47 km de Segovia. Cuenta con una población de 656 habitantes (INE 2024).

## Geografía

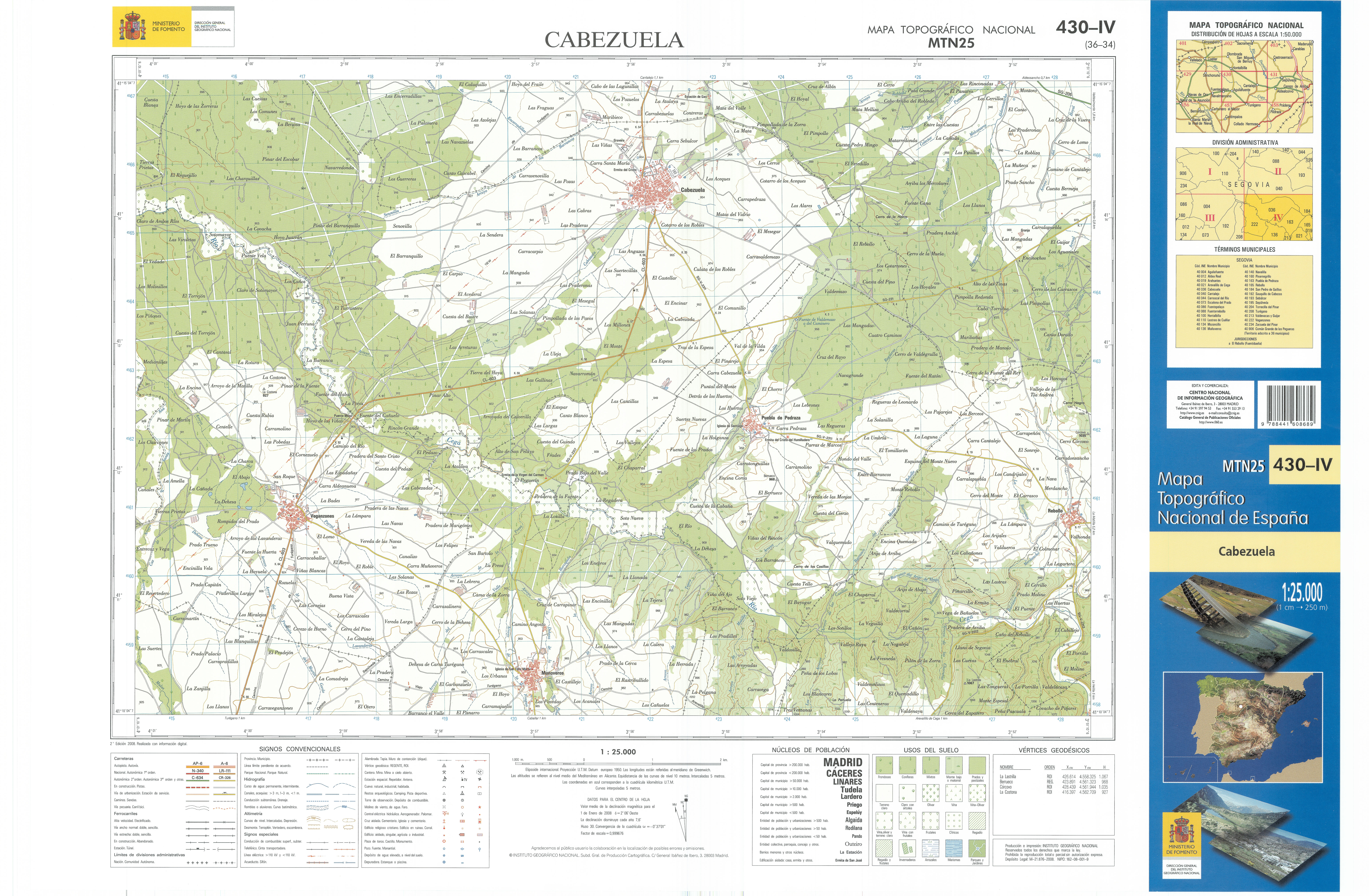
Fragmento de la hoja 430 del Mapa Topográfico Nacional de España de 2008 en el que se representa parte de Cabezuela

Por la localidad trascurre el Camino de San Frutos, en la cuarta etapa de su itinerario por Caballar.
| Noroeste: Lastras de Cuéllar              | Norte: Cantalejo                              | Noreste: Cantalejo         |
| Oeste: Aguilafuente, Sauquillo de Cabezas |                                               | Este: Cantalejo            |
| Suroeste: Turégano                        | Sur: Veganzones, Muñoveros, Puebla de Pedraza | Sureste: Puebla de Pedraza |

## Geografía humana

### Demografía
Cuenta con una población de 656 habitantes (INE 2024).
| Gráfica de evolución demográfica de Cabezuela entre 1842 y 2021                                                       |
| |
| Población de derecho según los censos de población del INE. Población de hecho según los censos de población del INE. |

## Administración y política

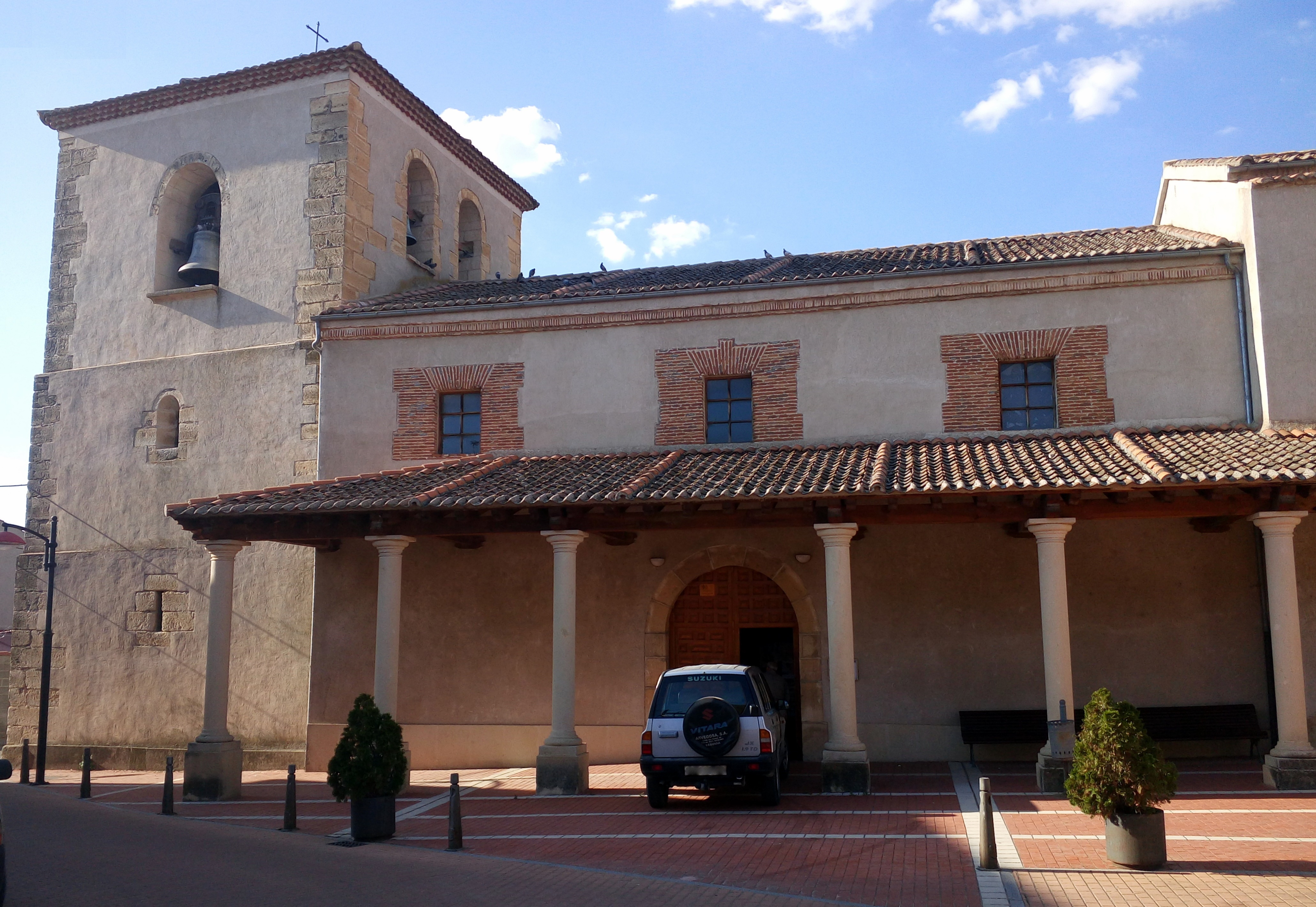
Iglesia de la Asunción

### Lista de alcaldes
| Periodo   | Nombre                         | Partido                              |
| --------- | ------------------------------ | ------------------------------------ |
| 1979-1983 | Manuel Sanz Gil                | UCD                                  |
| 1983-1987 | Selesio García Sacristán       | PDL                                  |
| 1987-1991 | Gregorio Sacristán Lobo        | UC-CDS                               |
| 1991-1995 | Gregorio Sacristán Lobo        | CDS                                  |
| 1995-1999 | Gregorio Sacristán Lobo        | PP                                   |
| 1999-2003 | Selesio García Sacristán       | PP                                   |
| 2003-2007 | Antonio Sánchez Sacristán      | PP                                   |
| 2007-2011 | Antonio Sánchez Sacristán      | PP                                   |
| 2011-2015 | Ana María Agudiez Calvo        | PSOE                                 |
| 2015-2019 | Ana María Agudiez Calvo        | PSOE                                 |
| 2019-2023 | Ana María Agudiez Calvo        | PSOE                                 |
| 2023-act. | Florentino Descalzo San Frutos | Agrupación de Electores de Cabezuela |

## Cultura

### Patrimonio
- Gacería, variante lingüística local sobre todo utilizado por los tratantes de ganado y trilleros, presente en los pueblos del Ochavo de Cantalejo como Cabezuela;[4]

- Presa del Molino Mesa sobre el río Cega con más de 500 años;[5]
- Fábrica de Resina;
- Iglesia parroquial de Nuestra Señora de la Asunción, de origen románico;
- Ermita del Santo Cristo del Humilladero;
- La Casa Panera y el Ayuntamiento;
- Potro de herrar;
- Antiguo escudo del monasterio de la Hoz;
- Lavaderos cubiertos.[6]

### Fiestas
Cada año se celebran dos fiestas principales: la Octava del Señor, y el 14 de septiembre, en honor del Santo Cristo del Humilladero. El 14 de septiembre es la fiesta de la Exaltación de la Santa Cruz, la fiesta más importante del pueblo. Esta fiesta se celebra con una misa, la procesión, la ofrenda de productos de la tierra (sandías, melones, miel, flores, pastas, corderos, cochinillos, moras, etc.) y de otros objetos y posterior subasta de los mismos. Seguido a este día se celebran dos días de encierros, toros, charangas y orquestas.

#### Tradiciones
Aún se mantiene la hacendera, en la que los vecinos realizan trabajos comunitarios. Siempre se hace el martes de carnaval. Un hombre de cada casa acude a la hacendera, convocada por el ayuntamiento, para arreglar caminos, zonas deportivas, las escuelas, algún parque, etc. Por la tarde, el ayuntamiento invita a los participantes y a los jubilados a escabeche y vino. Más reciente es la celebración de la Sifonada donde los vecinos participan en una guerra de sifones que suele tener lugar el último día de las fiestas patronales de septiembre.